# Astana Pro Team/Saison 2019
Diese Liste beschreibt die Mannschaft und die Erfolge des Radsportteams Astana Pro Team in der Saison 2019.

## Erfolge in der UCI WorldTour
In der Saison 2019 gelangen dem Team nachstehende Erfolge in der UCI WorldTour.
| Datum        | Rennen                              | Sieger              |
| ------------ | ----------------------------------- | ------------------- |
| 13. März     | 4. Etappe Paris-Nizza               | Magnus Cort Nielsen |
| 16. März     | 4. Etappe Tirreno-Adriatico         | Alexei Luzenko      |
| 17. März     | 8. Etappe Paris-Nizza               | Ion Izagirre        |
| 17. März     | 5. Etappe Tirreno-Adriatico         | Jakob Fuglsang      |
| 28. März     | 4. Etappe Katalonien-Rundfahrt      | Miguel Ángel López  |
| 25.–31. März | Gesamtwertung Katalonien-Rundfahrt  | Miguel Ángel López  |
| 8.–13. April | Gesamtwertung Baskenland-Rundfahrt  | Ion Izagirre        |
| 28. April    | Lüttich–Bastogne–Lüttich            | Jakob Fuglsang      |
| 17. Mai      | 7. Etappe Giro d’Italia             | Pello Bilbao        |
| 26. Mai      | 15. Etappe Giro d’Italia            | Dario Cataldo       |
| 1. Juni      | 20. Etappe Giro d’Italia            | Pello Bilbao        |
| 9.–16. Juni  | Gesamtwertung Critérium du Dauphiné | Jakob Fuglsang      |
| 16. Juni     | 2. Etappe Tour de Suisse            | Luis Leon Sanchez   |
| 24. August   | 1. Etappe Vuelta a España (MZF)     | Astana Pro Team     |
| 9. September | 16. Etappe Vuelta a España          | Jakob Fuglsang      |

## Erfolge in der UCI Africa Tour
In der Saison 2019 gelangen dem Team nachstehende Erfolge in der UCI Africa Tour.
| Datum                 | Rennen                       | Kat. | Sieger            |
| --------------------- | ---------------------------- | ---- | ----------------- |
| 25. Februar           | 2. Etappe Tour du Rwanda     | 2.1  | Merhawi Kudus     |
| 26. Februar           | 3. Etappe Tour du Rwanda     | 2.1  | Merhawi Kudus     |
| 3. März               | 8. Etappe Tour du Rwanda     | 2.1  | Rodrigo Contreras |
| 24. Februar – 3. März | Gesamtwertung Tour of Rwanda | 2.1  | Merhawi Kudus     |

## Erfolge in der UCI America Tour
In der Saison 2019 gelangen dem Team nachstehende Erfolge in der UCI America Tour.
| Datum           | Rennen                      | Kat. | Sieger             |
| --------------- | --------------------------- | ---- | ------------------ |
| 12.–17. Februar | Gesamtwertung Tour Colombia | 2.1  | Miguel Ángel López |

## Erfolge in der UCI Asia Tour
In der Saison 2019 gelangen dem Team nachstehende Erfolge in der UCI Asia Tour.
| Datum           | Rennen                       | Kat. | Sieger         |
| --------------- | ---------------------------- | ---- | -------------- |
| 17. Februar     | 2. Etappe Oman-Rundfahrt     | 2.1  | Alexei Luzenko |
| 18. Februar     | 3. Etappe Oman-Rundfahrt     | 2.1  | Alexei Luzenko |
| 20. Februar     | 5. Etappe Oman-Rundfahrt     | 2.1  | Alexei Luzenko |
| 16.–21. Februar | Gesamtwertung Oman-Rundfahrt | 2.1  | Alexei Luzenko |
| 30.–31. August  | Gesamtwertung Tour of Almaty | 2.1  | Juri Natarow   |

## Erfolge in der UCI Europe Tour
In der Saison 2019 gelangen dem Team nachstehende Erfolge in der UCI Europe Tour.
| Datum           | Rennen                              | Kat. | Sieger            |
| --------------- | ----------------------------------- | ---- | ----------------- |
| 6.–10. Februar  | Gesamtwertung Valencia-Rundfahrt    | 2.1  | Ion Izagirre      |
| 15. Februar     | 1. Etappe Murcia-Rundfahrt          | 2.1  | Pello Bilbao      |
| 16. Februar     | 2. Etappe Murcia-Rundfahrt          | 2.1  | Luis Leon Sanchez |
| 15.–16. Februar | Gesamtwertung Murcia-Rundfahrt      | 2.1  | Luis Leon Sanchez |
| 14.–17. Februar | Gesamtwertung Tour La Provence      | 2.1  | Gorka Izagirre    |
| 20.–24. Februar | Gesamtwertung Andalusien-Rundfahrt  | 2.HC | Jakob Fuglsang    |
| 15.–18. August  | Gesamtwertung Arctic Race of Norway | 2.HC | Alexei Luzenko    |
| 19. September   | Coppa Sabatini                      | 1.1  | Alexei Luzenko    |
| 21. September   | Memorial Marco Pantani              | 1.1  | Alexei Luzenko    |
| 3. Oktober      | 3. Etappe Kroatien-Rundfahrt        | 2.1  | Jewgeni Giditsch  |

## Erfolge in den Nationalen Straßen-Radsportmeisterschaften
In den Rennen der Nationalen Straßen-Radsportmeisterschaften 2019 konnte das Team nachstehende Titel erringen.
| Datum    | Rennen                                       | Sieger         |
| -------- | -------------------------------------------- | -------------- |
| 26. Juni | Kasachische Meisterschaft – Einzelzeitfahren | Alexei Luzenko |
| 30. Juni | Kasachische Meisterschaft – Straßenrennen    | Alexei Luzenko |

## Mannschaft
| Teamkader 2019                            | Teamkader 2019     | Teamkader 2019 | Teamkader 2019                     |
| Name                                      | Geburtsdatum       | Land           | Vorheriges Team                    |
| ----------------------------------------- | ------------------ | -------------- | ---------------------------------- |
| Davide Ballerini                          | 21. September 1994 | Italien        | Androni Giocattoli-Sidermec (2018) |
| Pello Bilbao                              | 25. Februar 1990   | Spanien        | Caja Rural-Seguros RGA (2016)      |
| Schandos Bischіgіtow                      | 10. Juni 1991      | Kasachstan     | Vino 4-ever SKO (2016)             |
| Manuele Boaro                             | 12. März 1987      | Italien        | Bahrain-Merida (2018)              |
| Hernando Bohórquez                        | 22. Juni 1992      | Kolumbien      | Manzana Postobón (2018)            |
| Dario Cataldo                             | 17. März 1985      | Italien        | Team Sky (2014)                    |
| Rodrigo Contreras                         | 2. Juni 1994       | Kolumbien      | EPM (2018)                         |
| Magnus Cort Nielsen                       | 16. Januar 1993    | Dänemark       | Orica-Scott (2017)                 |
| Laurens De Vreese                         | 29. September 1988 | Belgien        | Wanty-Groupe Gobert (2014)         |
| Daniil Fominych                           | 28. August 1991    | Kasachstan     | Astana Continental (2013)          |
| Omar Fraile                               | 17. Juli 1990      | Spanien        | Dimension Data (2017)              |
| Jakob Fuglsang                            | 22. März 1985      | Dänemark       | RadioShack-Nissan (2012)           |
| Jewgeni Giditsch                          | 19. Mai 1996       | Kasachstan     | Vino-Astana Motors (2017)          |
| Jonas Gregaard                            | 30. Juli 1996      | Dänemark       | Riwal CeramicSpeed (2018)          |
| Dmitri Grusdew                            | 13. März 1986      | Kasachstan     | Ulan (2008)                        |
| Jan Hirt                                  | 21. Januar 1991    | Tschechien     | CCC Sprandi Polkowice (2017)       |
| Hugo Houle                                | 27. September 1990 | Kanada         | AG2R La Mondiale (2017)            |
| Ion Izagirre                              | 4. Februar 1989    | Spanien        | Bahrain-Merida (2018)              |
| Gorka Izagirre                            | 7. Oktober 1987    | Spanien        | Bahrain-Merida (2018)              |
| Merhawi Kudus                             | 23. Januar 1994    | Eritrea        | Dimension Data (2018)              |
| Miguel Ángel López                        | 4. Februar 1994    | Kolumbien      | Lotería de Boyacá (2014)           |
| Alexei Luzenko                            | 7. September 1992  | Kasachstan     | Astana Continental (2012)          |
| Juri Natarow                              | 28. Dezember 1996  | Kasachstan     | Astana City (2018)                 |
| Luis León Sánchez                         | 24. November 1983  | Spanien        | Caja Rural-Seguros RGA (2014)      |
| Nikita Stalnow                            | 14. September 1991 | Kasachstan     | Astana City (2016)                 |
| Davide Villella                           | 27. Juni 1991      | Italien        | Cannondale-Drapac (2017)           |
| Artjom Sacharow                           | 27. Oktober 1991   | Kasachstan     | Seven Rivers (2015)                |
| Andrei Seiz                               | 14. Dezember 1986  | Kasachstan     | Capec (2005)                       |
|                                           |                    |                |                                    |
| Quellen: ProCyclingStats Cycling Quotient |                    |                |                                    |